# Christen Lyst Hansen
Christen Lyst Hansen (* 24. Mai 1898 in Rudkøbing; † 28. April 1973 in Kopenhagen) war ein dänischer Polizeibeamter und Widerstandskämpfer gegen die deutsche Besatzungsmacht in Dänemark während des Zweiten Weltkrieges.

## Leben
Lyst Hansen war der Sohn des ehemaligen Mühlenbesitzers Christen Hansen (1862–1935) und dessen Frau Mette Marie Nielsen (1866–1958). Nach Abschluss der Schule arbeitete er kurze Zeit in der Landwirtschaft. 1913 machte er eine Lehre zum Schmied und Maschinenschlosser und war anschließend sechs Jahre lang in diesem Beruf tätig. 1923 wurde er als Polizeibeamter bei der Kopenhagener Polizei auf der Station 3 eingestellt, wo er in den folgenden Jahren hauptsächlich als Verkehrspolizist und im Streifendienst arbeitete. Am 30. April 1929 heiratete er im Longelse Sogn auf Langeland Ingeborg Veronica Sørensen (1903–1965), die Tochter des Goldschmiedemeisters August Sebaldus Sørensen (1859–1924) und der Octavia Frederikke Selvig (1862–1928). Das Paar lebte in Kopenhagen. 1940 wurde er zum Wachtmeister befördert und tat auf dem Revier 6 Dienst.
Nachdem Dänemark im April 1940 von der Wehrmacht im Rahmen der Operation Weserübung besetzt worden war, engagierte Lyst Hansen sich schon früh in der Widerstandsgruppe „De frie danske“ (Freie Dänen), die sich später wie alle bedeutenden dänischen Widerstandsbewegungen dem 1943 gegründeten Dänischen Freiheitsrat (Frihedsråd) anschloss. Im Herbst 1942 wurde er als einer der ersten Polizisten von den deutschen Besatzern sechs Wochen lang im „Vestre Fængsel“, dem Hauptgefängnis von Kopenhagen, inhaftiert. Er setzte seine Arbeit im Widerstand fort und trug im Sommer 1944 dazu bei, eine Zusammenarbeit zwischen den militärischen und polizeilichen Widerstandsgruppen aufzubauen. Der entworfene Alarmplan sollte eine Mobilisation einer etwa 1.200 Mann starken Truppe innerhalb von zwei Stunden ermöglichen. Am 19. September 1944 wurde im Rahmen der militärischen „Aktion Möwe“ die dänische Polizei entwaffnet, aufgelöst, die Polizisten teilweise inhaftiert und gezielt deportiert. Lyst Hansen befand sich zu dieser Zeit im Urlaub, wurde aber am 26. Oktober erneut ins Vestre Fængsel gebracht. Der Alarmplan fiel der Gestapo in die Hände, wurde aber nicht als solcher erkannt, da Lyst Hansen ihn erfolgreich als Buchführung für eine Immobiliengesellschaft getarnt hatte.

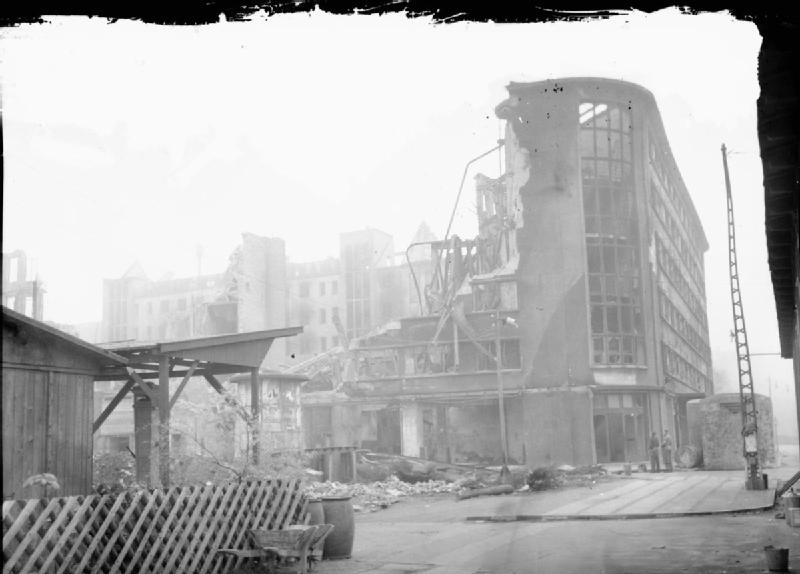
Das „Shellhus“ nach dem 21. März 1945

Mit fünf anderen Widerstandskämpfern wurde Lyst Hansen am 11. November 1944 in das „Shellhus“ verlegt, ein von der Gestapo beschlagnahmtes Gebäude, das von der Gestapo als Hauptquartier genutzt wurde. Sie wurden im Dachgeschoss gefangen gehalten, da sich die Gestapo nach dem erfolgreichen Luftangriff auf die Gestapozentrale Aarhus vom Oktober 1944 so einen Schutz vor derartigen Luftangriffen versprach. Am Morgen des 21. März 1945 sollte Lyst Hansen in das Internierungslager Frøslev verlegt werden, aber der Transport wurde verschoben. Als um elf Uhr der lange vorbereitete Luftangriff auf die Gestapozentrale Kopenhagen durch die britische Royal Air Force (RAF) erfolgte, gelang es Lyst Hansen, die Tür seiner Einzelzelle aufzubrechen, einem deutschen SS-Wachmann die Schlüssel zu den anderen Zellen abzunehmen und die Zellen seiner Mitgefangenen aufzuschließen. Nur die letzten fünf Zellen konnte er wegen eines Bombenlochs im Boden nicht erreichen. Dann führte er seine Mitgefangenen ins Freie, bevor die Treppe einbrach. Insgesamt rettete er 18 Menschen, darunter die beiden Mitglieder des Freiheitsrates, Mogens Fog und Aage Schoch. Dennoch starben acht der 26 im Gebäude untergebrachten Gefangenen. Das „Shellhus“ brannte komplett aus.
Auf Anraten des Freiheitsrats verbrachte Lyst Hansen die letzten Wochen des Krieges in Schweden. Nach der Teilkapitulation der Wehrmacht für Nordwestdeutschland, Dänemark und die Niederlande am 5. Mai 1945 kehrte er als Polizeiobermeister auf seine Dienststelle auf der Polizeistation 3 zurück, wo er im folgenden Jahr Polizeihauptmeister („politiassistent af 2. grad“, siehe Amtsbezeichnungen der dänischen Polizei) wurde. Für seine Verdienste wurde ihm 1946 die „Medaille für edle Handlungen“ (Medaljen for ædel dåd) des Königreichs Dänemark verliehen und 1949 wurde er mit der Silbermedaille der Carnegie Hero Trust Fund geehrt, die besonders selbstlos handelnde Menschen auszeichnet. 1955 erschien die LP „Fra Danmarks Frihedskamp“ über den dänischen Freiheitskampf während der Besatzung vom 9. April 1940 bis zum 5. Mai 1945 mit zehn persönlichen Berichten von Widerstandskämpfern, darunter Mogens Fog, Børge Thing, Aage Helgesen Vedel, Aage Bertelsen, Andreas Stenz, Aage Schoch und Christen Lyst Hansen. Ende 1965 ging Lyst Hansen in den Ruhestand. Er starb 1973 im Blegdamshospital in Kopenhagen. Sein Grab befindet sich auf dem Friedhof von Bispebjerg.